# Matroska
Containerul multimedia Matroska este un standard deschis și liber pentru formatele de tip conținător, un format de fișiere care poate conține un număr nelimitat de piste video, audio, imagine, sau subtitrări într-un singur fișier. Este destinat să servească ca un format universal pentru stocarea conținutului multimedia obișnuit, cum sunt filmele artistice sau seriale. Matroska este similar în concept cu alte conținătoare ca AVI, MP4, sau ASF, dar este în întregime deschis în specificație, cu implementări constând în cea mai mare parte din programe cu sursă deschisă.
Numele Matroska este un derivat din transliterația cuvântului rusesc матрёшка (Matrioșka), care se referă la „Păpușa rusească” de lemn, goală la interior, sau păpușa Matrioșka, care se deschide să expună o altă păpușă, care la rândul ei se deschidă să expună o altă păpușă, și așa mai departe.

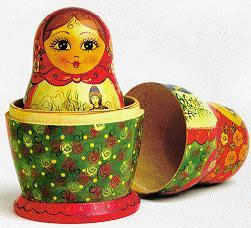
O păpușă Matrioșka.

Transliterația vagă a cuvântului poate confunda pe vorbitorii de rusă, deoarece cuvântul rus matroska (rusă матроска) de fapt înseamnă „costum de marinar”.

Sigla folosește textul „Matroška”, cu un caron deasupra lui „s”, cum litera š reprezintă sunetul „ș”  (din „Matrioșka”) în limbile slave în care este utilizată.

Extensiile fișierelor Matroska sunt:
- .MKV — pentru fișiere video (cu audio și subtitluri);
- .MK3D — pentru fișiere video stereoscopice (pentru ochelarii 3D);
- .MKA — pentru fișiere care conțin doar audio;
- .MKS — pentru fișiere care conțin doar subtitluri

## Istoric
Proiectul a fost anunțat pe 6 decembrie 2002 ca o bifurcare a Multimedia Container Format (MCF), după neînțelegeri între dezvoltatorul principal al MCF Lasse Kärkkäinen și viitorul fondator al formatului Matroska Steve Lhomme în privința folosirii formatului Extensible Binary Meta Language (EBML) în locul unui format binar. Aceasta a coincis cu o pauză de programare de 6-luni a dezvoltatorului principal al MCF pentru serviciul lui militar, în timpul căreia majoritatea din comunitate a migrat rapid către proiectul nou.
În 2010, s-a anunțat că formatul audio/video WebM  va fi bazat pe un profil al formatului de conținătoare Matroska împreună cu video codat codat cu VP8 și audio codat cu Vorbis.
Pe 31 octombrie 2014, Microsoft a confirmat că Windows 10 va sprijini codecul HEVC și conținătorul Matroska din fabrică, conform unei declarații a lui Gabriel Aul, conducătorul echipei de date și elemente fundamentale a grupului de sisteme de operare de la Microsoft. Windows 10 previzualizarea tehnică construcția 9860 a adăugat sprijinul la nivel de platformă pentru HEVC și Matroska.

## Obiective
Folosirea formatului EBML permite extensibilitate pentru modificări ulterioare ale formatului. Echipa Matroska și-a exprimat unele dintre obiectivele ei pe termen lung pe forumurile doom9.org și pe hydrogenaudio.org. Așadar, următoarele sunt „obiective”, nu neapărat caracteristici existente, ale formatului Matroska:
- Crearea unui format de conținătoare multimedia modern, flexibil, extensibil și multiplatformă
- Dezvoltarea unui sprijin robust pentru difuzare
- Dezvoltarea unui sistem de meniuri similar cu cel al discurilor DVD bazat pe EBML
- Dezvoltarea unui set de unelte pentru crearea și editarea fișierelor Matroska
- Dezvoltarea bibliotecilor care pot fi folosite pentru a permite dezvoltatorilor să adauge un sprijin pentru Matroska la aplicațiile lor
- Colaborarea cu fabricanții de piese elctronice pentru a include sprijinul pentru Matroska în dispozitivele multimedia integrate
- Colaborarea pentru a oferi sprijin nativ pentru Matroska în diferitele sisteme de operare și platforme electronice

## Dezvoltare
Matroska este sprijinit de o organizație fără-profit în Franța (asociația loi 1901), și specificațiile sunt deschise pentru oricine. Proiectul Matroska este un standard deschis și fără-plată  care este liber de utilizat și specificațiile tehnice sunt disponibile pentru utilizarea privată și comercială. Echipa de dezvoltare a Matroskăi își licențiază bibliotecile sub licența LGPL, cu bibliotecile de analizare și redare disponibile sub licențe BSD.

## Programe care sprijină formatul
Enumerate mai jos sunt programele (software) care au sprijin nativ pentru formatul Matroska:

### Redatoare media
| Nume                             | Sistem de operare | Suport SSA/ASS (subtitluri) |
| -------------------------------- | ----------------- | --------------------------- |
| ALLPlayer                        | Windows           | Da                          |
| Chameleo                         | multiplatformă    | Nu                          |
| CorePlayer                       | multiplatformă    | Nu                          |
| DivX (pentru Macintosh)          | Mac OS X          | Da                          |
| DivX (pentru Windows)            | Windows           | Da                          |
| DivX Plus Web Player             | multiplatformă    | Da                          |
| GOM                              | Windows           | Da                          |
| Bazate pe Gstreamer              | multiplatformă    | Da                          |
| jetAudio                         | Windows           | Da                          |
| K-Multimedia Player              | Windows           | Da                          |
| Media Player Classic             | Windows           | Da                          |
| Media Player Classic Home Cinema | Windows           | Da                          |
| MPlayer                          | multiplatformă    | Da                          |
| MPlayer Extended                 | Mac OS X          | Da                          |
| Miro                             | Mac OS X          | Da                          |
| Nero Showtime                    | Windows           | Nu                          |
| PowerDVD                         | Windows           | Da                          |
| SMPlayer                         | multiplatformă    | Da                          |
| The Core Pocket Media Player     | Windows Mobile    | Nu                          |
| TotalMedia Theatre               | Windows           | Nu                          |
| Totem                            | Unix-like         | Da                          |
| VLC                              | multiplatformă    | Da                          |
| Winamp                           | Windows           | Nu                          |
| Windows Media Player             | Windows           | Da                          |
| xine                             | multiplatformă    | Da                          |

### Centre media
| Nume                | Sistem de operare |
| ------------------- | ----------------- |
| Boxee               | multiplatformă    |
| Kodi (fostul XBMC)  | multiplatformă    |
| MediaPortal         | Windows           |
| MythTV              | Linux             |
| Plex                | multiplatformă    |
| PS3 Media Server    | multiplatformă    |
| SageTV Media Center | multiplatformă    |
| Logitech Revue      | Android           |

### Unelte
| Nume                                                     | Sistem de operare |
| -------------------------------------------------------- | ----------------- |
| Avidemux                                                 | multiplatformă    |
| Divx Plus Converter (DivX Plus HD)                       | Windows           |
| HandBrake                                                | multiplatformă    |
| FFmpeg                                                   | multiplatformă    |
| FormatFactory                                            | Windows           |
| Freemake Video Converter                                 | Windows           |
| LiVES                                                    | multiplatformă    |
| MediaCoder                                               | Windows           |
| Perian pentru QuickTime                                  | Mac OS X          |
| PiTiVi                                                   | Linux             |
| SUPER                                                    | Windows           |
| Total video converter                                    | Windows           |
| VirtualDubMod                                            | Windows           |
| GDSmux (Haali Media Splitter)                            | Windows           |
| XMedia Recode                                            | Windows           |
| Pinnacle Studio v15 (DivX Plus HD)                       | Windows           |
| Wondershare Video Converter Platinum v513 (DivX Plus HD) | Windows           |